# Phil Mulloy
Phil Mulloy (Wallasey, 29. kolovoza 1948. – ?, 10. srpnja 2025.) bio je britanski animator. Najpoznatija mu je trilogija Netolerantnost 1,2,3 (2000. – 2004.) o sukobu Zemljana i stanovnika planeta Zog, prikazivana na Festivalu animiranog filma u Zagrebu. Njegov je sin režiser Daniel Mulloy, a kći je režiserka Lucy Mulloy nominirana za Oscara.

## Nepotpuna filmografija
1. Ljubav je čudna (2004.)
2. Netolerantnost II: Invazija (2001.)
3. Netolerantnost (2000.)
4. Spolni život stolice (1998.)
5. Lanac (1997.)
6. Deset zapovijedi, broj 10: Ne poželi žene bližnjega svoga (1996.)
7. Deset zapovijedi, broj 5: Ne ubij (1996.)
8. The Wind of Changes (1996.)
9. Deset zapovijedi, broj 2: Thou Shalt Not Commit Blasphemy (1995.)
10. Deset zapovijedi, broj 3: Remember to Keep Holy the Sabbath Day (1995.)
11. Deset zapovijedi, broj 4: Poštuj oca i majku (1995.)
12. Deset zapovijedi, broj 8: Ne svjedoči lažno (1995.)
13. Deset zapovijedi, broj 9: Ne poželi dobra bližnjega svoga (1995.)
14. Povijest svijeta, 1. epizoda: Otkriće jezika (1994.)
15. Izum pisanja i uništenja (1994.)
16. Deset zapovijedi, broj 1: Nemaj lažnih božanstava (1994.)
17. Deset zapovijedi, broj 6: Ne zgriješi bludno (1994.)
18. Deset zapovijedi, broj 7: Ne ukradi (1994.)
19. The Sound of Music (1992.)
20. Cowboys: Točno u podne (1991.)
21. Cowboys: Ubojstvo! (1991.)
22. Cowboys: Strahota! (1991.)
23. Cowboys: Slim Pickin's (1991.)
24. Cowboys: Nije to ništa (1991.)
25. Cowboys: Konformist (1991.)
26. Possession (1991.)
27. Tinfish (1990.)
28. Korz nepoznati kraj (1986.)
29. Mark Gertler: Ulomci životopisa (1981.)
30. U šumi (1978.)

## Vanjske poveznice
- Phil Mulloy